# Дальний (Александровский район)
Да́льний — посёлок в Александровском районе Оренбургской области. Входит в состав Каликинского сельсовета.

## История
В 1960 году указом Президиума Верховного Совета РСФСР посёлок фермы №  3 совхоза им. Дзержинского переименован в Дальний.

## Население
| 2010 |
| ---- |
| 44   |

## Улицы
- ул. Молодёжная,
- ул. Центральная,
- ул. Школьная.